# Edmond Loichot
Edmond Loichot (Bienne, 12 giugno 1905 – Ginevra, 1º ottobre 1989) è stato un calciatore svizzero, di ruolo centrocampista.

## Palmarès

### Club

#### Competizioni nazionali
- Coppa Svizzera: 1

Urania Ginevra: 1928-1929

#### Competizioni internazionali
- Coppa dei Vincitori: 1

Urania Ginevra: 1931